# Халм, Денни
Денис Клайв (Де́нни) Халм (англ. Denis Clive "Denny" Hulme, иногда имя ошибочно транскрибируют как Денни Хьюм; 18 июня 1936, Мотуэка, Новая Зеландия — 4 октября 1992, Батерст, Австралия) — новозеландский автогонщик, участник чемпионата мира среди гонщиков «Формулы-1», чемпион мира 1967 года в команде Brabham. Первый чемпион мира среди гонщиков, скончавшийся от естественных причин (во время гонки Bathurst 1000 у него случился сердечный приступ).

## Биография
Родился на табачной ферме, принадлежащей его родителям, в Мотуеке на Южном острове Новой Зеландии. Его отец Клайв Халм был награждён Крестом Виктории как снайпер во время битвы за Крит в 1941 году.
Когда он рос на семейной ферме в Понгакаве (недалеко от Те Пуке), он научился водить грузовик, сидя на коленях у отца, а к шести годам уже водил машину самостоятельно. Он бросил школу и пошёл работать в гараж. Он накопил достаточно денег, чтобы купить MG TF, и сразу же стал участвовать в соревнованиях. После этого отец подарил ему MGA. Добившись впечатляющих успехов, он купил F2 Cooper-Climax, на котором впоследствии он участвовал в программе «Пилот из Новой Зеландии в Европу» вместе с Джорджем Лоутоном. Пара молодых новозеландцев начала соревноваться в Formula Junior и Formula 2 по всей Европе, на Cooper-BMC и Cooper-Ford. Халм выиграл Гран-при Пескары 1960 года в Formula Junior, но газеты Новой Зеландии не упоминали об этом, поскольку писали только о Брюсе Макларене. Однако 1960 год закончился катастрофой, так как Лоутон разбился во время гонки в Роскилле (Дания) и умер на руках у Халма.
Между своим дебютом на Монако в 1965 году и его финальной гонкой на Гран-при США 1974 года он стартовал 112 раз, одержав восемь побед и 33 раза поднявшись на пьедестал почета. Он также занял третье место в общем зачете в 1968 и 1972 годах.
Халм продемонстрировал универсальность, доминируя в Канадско-Американском Кубоке (Can-Am) для спортивных автомобилей Группы 7. Как член команды McLaren, выигравшей пять титулов подряд в период с 1967 по 1971 год, он дважды выигрывал индивидуальный чемпионат пилотов и четыре раза занимал второе место.
Халм ушёл из Формулы-1 в конце сезона 1974 года, но продолжил участвовать в гонках Australian Touring Cars.
Его прозвали «Медведем» из-за его «грубого характера» и «грубых черт». Однако он также был «чувствительным (…) неспособным выразить свои чувства, кроме как в гоночной машине». В начале своей карьеры он предпочитал гоняться босиком, так как считал, что это дает ему лучшее ощущение газа. Ситуация изменилась в 1960 году, когда он начал соревноваться в более строго регламентированных европейских чемпионатах.
За свою карьеру управлял самыми мощными автомобилями своей эпохи. Он участвовал в гонках F1, F2, IndyCar Series, CanAm и гонках на выносливость, и все это в течение одного сезона. После ухода из Формулы-1 он даже участвовал в гонках грузовиков.

## Результаты выступлений в чемпионате мира среди гонщиков
| Легенда к таблице |                                                                    |
| --- | ------------------------------------------------------------------ |
| В таблице перечислены результаты всех Гран-при Формулы-1, в которых принимал участие гонщик. Строками таблицы являются сезоны, столбцами — этапы чемпионата мира. В каждой клетке указаны сокращённое название этапа и результат, дополнительно обозначенный цветом. Расшифровка обозначений и цветов представлена в нижеследующей таблице. |                                                                    |
| \| Пример \| Описание \| \| ------------ \| ------------------------------------------------------------------ \| \| 1 \| Победитель \| \| 2 \| Второе место \| \| 3 \| Третье место \| \| 5 \| Финишировал, заработав очки \| \| Сход \| Не финишировал, но при этом заработал очки \| \| 12 \| Финишировал, не получив очков \| \| НКЛ \| Финишировал, но не попал в финальную классификацию \| \| 15 \| Участвовал вне зачёта, либо по отдельной классификации \| \| 18 \| Не финишировал, но попал в финальную классификацию \| \| Сход \| Не финишировал \| \| НКВ \| Не прошёл квалификацию \| \| НПКВ \| Не прошёл предквалификацию \| \| ДСК \| Дисквалифицирован \| \| ИСК \| Исключён из протокола соревнований \| \| ТТ \| Заявлен для участия только в тренировках \| \| НС \| Участвовал в квалификации, но не стартовал в гонке \| \| Т \| Травмирован или болен \| \| ОТК \| Отказ от участия \| \| НТР \| Прибыл на соревнования, но на трассу не выезжал \| \| НПР \| Был заявлен в числе участников, но не прибыл к началу соревнований \| \| О \| Соревнования отменены \| \| \| Не участвовал \| \| Поул-позиция \| \| \| Быстрый круг \| \| |                                                                    |
| Пример | Описание                                                           |
| 1 | Победитель                                                         |
| 2 | Второе место                                                       |
| 3 | Третье место                                                       |
| 5 | Финишировал, заработав очки                                        |
| Сход | Не финишировал, но при этом заработал очки                         |
| 12 | Финишировал, не получив очков                                      |
| НКЛ | Финишировал, но не попал в финальную классификацию                 |
| 15 | Участвовал вне зачёта, либо по отдельной классификации             |
| 18 | Не финишировал, но попал в финальную классификацию                 |
| Сход | Не финишировал                                                     |
| НКВ | Не прошёл квалификацию                                             |
| НПКВ | Не прошёл предквалификацию                                         |
| ДСК | Дисквалифицирован                                                  |
| ИСК | Исключён из протокола соревнований                                 |
| ТТ | Заявлен для участия только в тренировках                           |
| НС | Участвовал в квалификации, но не стартовал в гонке                 |
| Т | Травмирован или болен                                              |
| ОТК | Отказ от участия                                                   |
| НТР | Прибыл на соревнования, но на трассу не выезжал                    |
| НПР | Был заявлен в числе участников, но не прибыл к началу соревнований |
| О | Соревнования отменены                                              |
| | Не участвовал                                                      |
| Поул-позиция |                                                                    |
| Быстрый круг |                                                                    |

| Сезон | Команда                     | Шасси             | Двигатель                   | Ш | 1        | 2        | 3        | 4        | 5        | 6        | 7        | 8        | 9        | 10       | 11       | 12       | 13     | 14     | 15       | Место | Очки |
| ----- | --------------------------- | ----------------- | --------------------------- | - | -------- | -------- | -------- | -------- | -------- | -------- | -------- | -------- | -------- | -------- | -------- | -------- | ------ | ------ | -------- | ----- | ---- |
| 1965  | Brabham Racing Organisation | Brabham BT7       | Coventry Climax FWMV 1,5 V8 | G | ЮАР      | МОН 8    | БЕЛ      |          | ВЕЛ Сход |          | ГЕР Сход |          |          |          |          |          |        |        |          | 11    | 5    |
| 1965  | Brabham Racing Organisation | Brabham BT11      | Coventry Climax FWMV 1,5 V8 | G |          |          |          | ФРА 4    |          | НИД 5    |          | ИТА Сход | США      | МЕК      |          |          |        |        |          | 11    | 5    |
| 1966  | Brabham Racing Organisation | Brabham BT22/BT11 | Coventry Climax FPF 2,5 L4  | G | МОН Сход | БЕЛ Сход |          |          |          |          |          |          |          |          |          |          |        |        |          | 4     | 18   |
| 1966  | Brabham Racing Organisation | Brabham BT20      | Repco 620 3,0 V8            | G |          |          | ФРА 3    | ВЕЛ 2    | НИД Сход | ГЕР Сход | ИТА 3    | США Сход | МЕК 3    |          |          |          |        |        |          | 4     | 18   |
| 1967  | Brabham Racing Organisation | Brabham BT20      | Repco 740 3,0 V8            | G | ЮАР 4    | МОН 1    | НИД 3    |          |          |          |          |          |          |          |          |          |        |        |          | 1     | 51   |
| 1967  | Brabham Racing Organisation | Brabham BT19      | Repco 740 3,0 V8            | G |          |          |          | БЕЛ Сход |          |          |          |          |          |          |          |          |        |        |          | 1     | 51   |
| 1967  | Brabham Racing Organisation | Brabham BT24      | Repco 740 3,0 V8            | G |          |          |          |          | ФРА 2    | ВЕЛ 2    | ГЕР 1    | КАН 2    | ИТА Сход | США 3    | МЕК 3    |          |        |        |          | 1     | 51   |
| 1968  | Bruce McLaren Motor Racing  | McLaren M5A       | BRM P142 3,0 V12            | G | ЮАР 5    |          |          |          |          |          |          |          |          |          |          |          |        |        |          | 3     | 33   |
| 1968  | Bruce McLaren Motor Racing  | McLaren M7A       | Ford Cosworth DFV 3,0 V8    | G |          | ИСП 2    | МОН 5    | БЕЛ Сход | НИД Сход | ФРА 5    | ВЕЛ 4    | ГЕР 7    | ИТА 1    | КАН 1    | США Сход | МЕК Сход |        |        |          | 3     | 33   |
| 1969  | Bruce McLaren Motor Racing  | McLaren M7A       | Ford Cosworth DFV 3,0 V8    | G | ЮАР 3    | ИСП 4    | МОН 6    | НИД 4    | ФРА 8    | ВЕЛ Сход | ГЕР Сход | ИТА 7    | КАН Сход | США Сход | МЕК 1    |          |        |        |          | 6     | 20   |
| 1970  | Bruce McLaren Motor Racing  | McLaren M14A      | Ford Cosworth DFV 3,0 V8    | G | ЮАР 2    | ИСП Сход | МОН 4    | БЕЛ      | НИД      |          |          | ГЕР 3    | АВТ Сход | ИТА 4    | КАН Сход | США 7    | МЕК 3  |        |          | 4     | 27   |
| 1970  | Bruce McLaren Motor Racing  | McLaren M14D      | Ford Cosworth DFV 3,0 V8    | G |          |          |          |          |          | ФРА 4    | ВЕЛ 3    |          |          |          |          |          |        |        |          | 4     | 27   |
| 1971  | Bruce McLaren Motor Racing  | McLaren M19A      | Ford Cosworth DFV 3,0 V8    | G | ЮАР 6    | ИСП 5    | МОН 4    | НИД 12   | ФРА Сход | ВЕЛ Сход | ГЕР Сход | АВТ Сход | ИТА      | КАН 4    | США Сход |          |        |        |          | 12    | 9    |
| 1972  | Yardley Team McLaren        | McLaren M19A      | Ford Cosworth DFV 3,0 V8    | G | АРГ 2    | ЮАР 1    | ИСП Сход |          |          |          |          |          |          |          |          |          |        |        |          | 3     | 39   |
| 1972  | Yardley Team McLaren        | McLaren M19C      | Ford Cosworth DFV 3,0 V8    | G |          |          |          | МОН 15   | БЕЛ 3    | ФРА 7    | ВЕЛ 5    | ГЕР Сход | АВТ 2    | ИТА 3    | КАН 3    | США 3    |        |        |          | 3     | 39   |
| 1973  | Yardley Team McLaren        | McLaren M19C      | Ford Cosworth DFV 3,0 V8    | G | АРГ 5    | БРА 3    |          |          |          |          |          |          |          |          |          |          |        |        |          | 6     | 26   |
| 1973  | Yardley Team McLaren        | McLaren M23       | Ford Cosworth DFV 3,0 V8    | G |          |          | ЮАР 5    | ИСП 6    | БЕЛ 7    | МОН 6    | ШВЕ 1    | ФРА 8    | ВЕЛ 3    | НИД Сход | ГЕР 12   | АВТ 8    | ИТА 15 | КАН 13 | США 4    | 6     | 26   |
| 1974  | Marlboro Team Texaco        | McLaren M23       | Ford Cosworth DFV 3,0 V8    | G | АРГ 1    | БРА 12   | ЮАР 9    | ИСП 6    | БЕЛ 6    | МОН Сход | ШВЕ Сход | НИД Сход | ФРА 6    | ВЕЛ 7    | ГЕР Сход | АВТ 2    | ИТА 6  | КАН 6  | США Сход | 7     | 20   |